# Президентские выборы в Южной Осетии (2011)
Первый тур выборов Президента Республики Южная Осетия 2011 года состоялся 13 ноября. Во второй тур вышли Анатолий Бибилов и Алла Джиоева.
В то время действующий (до 10 декабря 2011) Президент Республики Эдуард Кокойты, дважды побеждавший на выборах (2001; 2006), не мог принимать участие в выборах 2011 года, так как согласно Конституции Южной Осетии одно и то же лицо не может быть Президентом Республики более двух сроков подряд; Верховный суд в июне 2011 года отверг вынесение на референдум вопроса о допустимости третьего срока.
9 октября 2011 года Центральная избирательная комиссия Республики Южная Осетия завершила приём подписных листов от зарегистрированных инициативных групп, выдвигающих своих кандидатов в президенты.
На 10 октября 2011 года в регистрации было отказано четверым кандидатам: члену Адвокатской палаты Республики Северная Осетия — Алания Василию Бестаеву, врачу Республиканской больницы Республики Южная Осетия Льву Гагиеву, главному тренеру Сборной России по вольной борьбе Дзамболату Тедееву и бывшему Министру обороны Республики Южная Осетия Валерию Тедееву.

## Инцидент с Дзамболатом Тедеевым
30 сентября 2011 года ЦИК РЮО официально отказал зарегистрировать кандидатуру Дзамболата Тедеева, обосновав это решение цензом оседлости, согласно которому кандидат в президенты должен в течение последних 10 лет на постоянной основе проживать в Республике.
После этого сторонники Д. Тедеева, попытались силой повлиять на Центризбирком Республики (он располагается в здании парламента Южной Осетии). Они предприняли попытку взять это здание штурмом. Толпа примерно в 150 человек пыталась прорваться в здание парламента, где находится и Центризбирком, требуя немедленно зарегистрировать Тедеева кандидатом в президенты. «Они выбили двери, разбили стекла в здании», — сообщил СМИ один из источников. Проникших в здание людей вытеснили на улицу сотрудники охраны и ОМОНа. Охрана здания открыла стрельбу в воздух. Власти сочли происшедшее попыткой захвата ЦИКа. Начались аресты. Д. Тедеев, которого обвинили в организации беспорядков, ушёл в дом своего отца в центре Цхинвала, а несколько десятков сочувствующих ему местных жителей окружили дом, чтобы не пустить туда ОМОН, если власти решат начать штурм. Из России в Южную Осетию направились известные спортсмены, желающие поддержать Тедеева. Их не пропустили.
3 октября власти Южной Осетии запретили въезд в республику российских граждан, мотивируя это необходимостью сохранения стабильности перед выборами.
5 октября были освобождены из-под ареста семеро задержанных по подозрению в организации и участии в беспорядках 30 сентября перед зданием правительства в Цхинвале. Кроме того, власти Южной Осетии сняли ограничения на въезд в Республику для граждан Российской Федерации и других стран, введенные 3 октября в связи с напряженной обстановкой.
8 октября Министр спорта, туризма и молодёжной политики Российской Федерации Виталий Мутко выразил обеспокоенность сложившейся ситуацией и сообщил, что Министерство отправит людей в Южную Осетию для того, чтобы глава сборной России по вольной борьбе безопасно прибыл в столицу. «Кто за ним поедет, пока решается. Это будут хорошие люди, в которых мы уверены», — сказал Мутко. Сам Тедеев приветствовал тот факт, что в Правительстве России решили вступиться за него.

## Кандидаты в президенты
Всего было зарегистрировано 17 кандидатов (ряду кандидатов отказано в регистрации из-за несоответствия цензу проживания в республике):
- Игорь Алборов (программа[8]) — заместитель министра обороны РЮО;
- Инал Баззаев — депутат парламента РЮО;
- Айвар Бестаев — заведующий отделением Республиканской больницы;
- Анатолий Бибилов (программа[9]) — глава МЧС РЮО (поддержан президентом Кокойты[10], партией «Единство»[11], Коммунистической партией[12], партией «Фыдыбаста»[13]);
- Сергей Битиев (программа[14]) — главный судебный пристав Минюста РЮО;
- Эдуард Габараев (программа[15]) — начальник артиллерии Министерства обороны РЮО;
- Джемал Джигкаев (программа[16]) — экс-министр здравоохранения РЮО;
- Алла Джиоева — экс-министр образования РЮО;
- Георгий Кабисов (программа[17]) — председатель Госкомитета информации, связи и массовых коммуникаций (поддержан Народной партией[18], партией «Растаг Ир»[19]);
- Владимир Келехсаев (программа[20]) — депутат Парламента РЮО III и IV созывов;
- Алан Котаев (программа[21])— первый заместитель мэра Цхинвала;
- Алан Кочиев (программа[22]) — преподаватель детско-юношеской спортивной школы тяжелой атлетики;
- Алан Плиев (интервью, в том числе о программе[23]) — заместитель министра иностранных дел РЮО;
- Дмитрий Тасоев (программа[24]) — лидер Социал-демократического движения;
- Сослан Тедеты — командир СОБРа МВД РЮО;
- Вадим Цховребов (программа[25]) — директор Юго-Осетинского предприятия хлебобулочных изделий;
- Мераб Чигоев (программа[26]) — депутат Парламента РЮО.

Противоречивая информация распространялась о возможной поддержке Общероссийским народным фронтом одного из кандидатов.
В ноябре Чигоев (в пользу Бибилова) и Бестаев (в пользу Тасоева), а затем также Алборов (в пользу Котаева) и Баззаев (в пользу Кабисова), Кочиев (в пользу Бибилова) и Габараев (в пользу Кабисова) сняли свои кандидатуры.

## Результаты первого тура
По результатам первого тура, во второй тур вышли Анатолий Бибилов и Алла Джиоева. Явка составила 67,05 %.
Окончательные результаты:
- Анатолий Бибилов — 24,86 % (6066 голосов);
- Алла Джиоева — 24,80 % (6052 голоса);
- Вадим Цховребов — 9,90 % (2418 голосов);
- Алан Котаев — 9,66 % (2358 голосов);
- Дмитрий Тасоев — 9,5 % (2318 голосов);
- Георгий Кабисов — 7,62 % (1859 голосов);
- Владимир Келехсаев — 6,65 % (1623 голоса);
- Сергей Битиев — 3,34 % (815 голосов);
- Сослан Тедеты — 1,13 % (275 голосов);
- Алан Плиев — 1,05 % (255 голосов);
- Джемал Джигкаев — 0,95 % (231 голос);
- Против всех — 0,55 % (134 голоса).

Всего участие в выборах приняли 24 404 избирателя.
Кандидаты в президенты республики Анатолий Бибилов и Алла Джиоева, как набравшие наибольшее число голосов, вышли во второй тур.

## Результаты второго тура
Второй тур президентских выборов состоялся в воскресенье 27 ноября 2011 года. Явка избирателей превысила 60 % при необходимом минимуме в 30 %.
- Алла Джиоева — 69 %
- Анатолий Бибилов — 28 %
- Против всех — 2 %
- Недействительные голоса — 1 %[источник не указан 4708 дней]

Всего участие в выборах приняли 24 502 избирателя.
Кандидат в президенты республики Алла Джиоева, как набравшая наибольшее число голосов, становится президентом.
28 ноября 2011 года председатель ЦИК Республики Белла Плиева объявила, что после обработки данных с 74 из 85 участков, Джиоева набрала 56,7 % голосов (Бибилов набирал 40 %).
Вскоре после этого (28 ноября) председатель Верховного суда Республики Ацамаз Биченов сообщил, что Верховный суд запретил ЦИК объявлять результаты голосования, получив жалобу партии «Единство» на действия сторонников Джиоевой.
Председатель ЦИК Республики Белла Плиева отметила, что жалобы от кандидата Бибилова ЦИК не получала, а о заявлении главы Верховного суда узнала по телевидению.
Официальные итоги второго тура президентских выборов были обнародованы с большим опозданием.

## Признание выборов недействительными. Объявление новых выборов
29 ноября 2011 года председатель Верховного суда Республики Ацамаз Биченов сообщил, что Верховный суд принял решение признать выборы, состоявшиеся 27 ноября, недействительными.
Вечером 29 ноября 2011 года парламент Южной Осетии на экстренном заседании определил дату повторных выборов президента республики — 25 марта 2012 года.
29 ноября 2011 года председатель Верховного суда Республики Ацамаз Биченов заявил, что «Алла Джиоева не сможет принять участие в предстоящих повторных президентских выборах. По закону она этого права лишена, так как по решению суда были признаны нарушения с её стороны в ходе прошедших выборов».

## Волнения в Южной Осетии после отмены выборов («Снежная революция»)
29 ноября 2011 года сторонники кандидата в президенты Южной Осетии Аллы Джиоевой назвали «захватом власти» решение Верховного суда об отмене результатов президентских выборов. Сама Джиоева действия Верховного суда охарактеризовала как находящиеся вне правового поля.
30 ноября Алла Джиоева объявила себя избранным президентом Республики Южная Осетия, подчеркнув, что «выборы были признаны состоявшимися ЦИК республики и всеми международными наблюдателями». Джиоева заявила, что, являясь избранным президентом, руководствуясь Конституцией республики и исходя из сложившейся ситуации, она подписала свой первый указ о формировании Государственного совета. Членами Госсовета стали, командир отряда СОБР Сослан Тедеты, бывший министр здравоохранения Джемал Джигкаев, замминистра иностранных дел Алан Плиев, депутат Владимир Келехсаев, главный судебный пристав Минюста Сергей Битиев, члены политсовета социал-демократической партии Сергей Засеев и Вилорд Дзукаев, экс-министр финансов Аза Хабалова, врач Айвар Бестаев, а также бывший министр обороны экс-секретарь Совета безопасности Анатолий Баранкевич. Полномочия Госсовета, по словам Джиоевой, будут действовать до формирования исполнительных органов власти республики.
30 ноября заместитель Генерального прокурора Южной Осетии Эльдар Кокоев заявил, что в связи с «незаконными действиями» Аллы Джиоевой власти намерены принять меры. Кокоев подчеркнул, что ранее «альтернативные органы госвласти» в Южной Осетии «пытались насадить грузины», а Джиоева «совершила очередную попытку таких действий, но уже изнутри». Алла Джиоева, в свою очередь, 30 ноября прокомментировала это заявление представителя генеральной прокуратуры Республики: «Ну, а что ему остается делать, кроме того как говорить о цветных революциях?» «Я законно избранный президент. А вот то, что делает этот генеральный прокурор, известно всему населению Южной Осетии».
30 ноября Министерство иностранных дел России призвало все общественно-политические силы Южной Осетии уважать решение Верховного суда республики об отмене результатов президентских выборов.
30 ноября Совет московской осетинской общины призывал действующего президента Южной Осетии Эдуарда Кокойты сложить полномочия и передать власть кандидату в президенты Алле Джиоевой. Председатель Совета московской осетинской общины Валерий Каболов заявил, что его организация «рассматривает действия действующей власти в Южной Осетии как попытку государственного переворота» и «призывает президента Кокойты отказаться от противоправных действий, сложить полномочия и передать власть председателю правительства до вступления в должность всенародно выбранного президента Аллы Джиоевой».
Во второй половине дня 30 ноября в центре Цхинвала прошел митинг с участием около тысячи сторонников Аллы Джиоевой, требовавших признания её победы. Акция прошла у здания, где расположены ЦИК и правительство республики. Митингующие скандировали: «Алла! Алла!». Первоначально сообщалось, что митинг проходил мирно и что представители силовых структур проведению акции не мешали. Однако затем в центре города началась стрельба: сотрудники службы государственной охраны республики открыли огонь в воздух из автоматов в ответ на попытку митингующих прорваться в правительственное здание. Стрельба быстро прекратилась. Никто не пострадал. После прекращения стрельбы охрана пропустила Аллу Джиоеву и Анатолия Баранкевича в здание, в котором расположены правительство и Центризбирком Республики Южная Осетия. Алла Джиоева получила в Центризбиркоме республики итоговый протокол, свидетельствующий о её победе во втором туре выборов.
Митингующие заняли площадь перед ступенями Дома правительства и республиканского избиркома. Кроме того, группы протестующих находились в зданиях поликлиники и Главпочтамта, расположенных возле Дома правительства.
Всего на площади протестовали около 5 тысяч человек. Затем их число сократилось до 3 тысяч. Некоторые разошлись по домам, другие собирались в группы и жгли костры, чтобы согреться. Участники митинга развешивали транспаранты с лозунгами: «Бибилову приснился сон», «Аллу Джиоеву — в президенты».
Вечером 30 ноября Алла Джиоева подала в Верховный суд кассационную жалобу на решение о признании недействительными результатов выборов президента, что было подтверждено председателем суда.
Президент Эдуард Кокойты поручил Верховному суду республики пересмотреть своё решение об аннулировании результатов второго тура выборов.
Вечером 30 ноября в Цхинвал прибыл начальник Управления Президента России по межрегиональным и культурным связям с зарубежными странами Сергей Винокуров, который провёл встречи с руководством Республики и Аллой Джиоевой. В ночь с 30 ноября на 1 декабря Алла Джиоева сделала заявление о конструктивном характере диалога с представителем Администрации президента России Сергеем Винокуровым, которые продолжатся утром.
6 декабря, хотя Джиоева объявила об отзыве своей жалобы на отмену итогов выборов по причине недоверия суду, Верховный суд рассмотрел её и оставил без удовлетворения.